# 소푸탄산

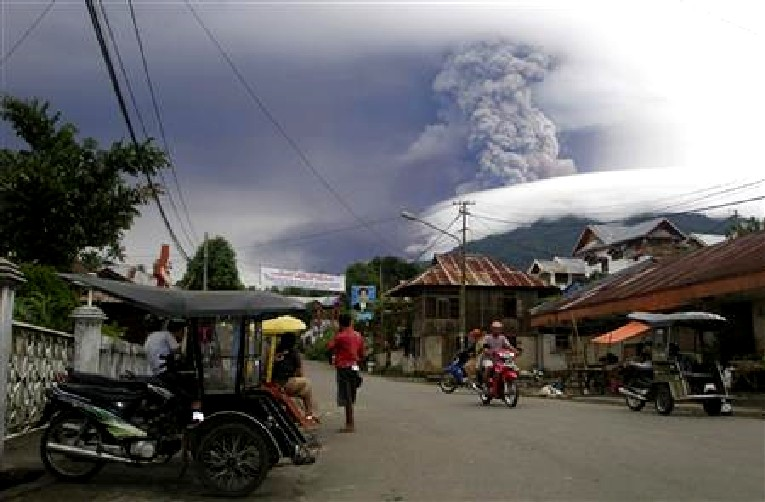
2008년 6월 7일 분화하는 모습

소푸탄산(Soputan)은 인도네시아 술라웨시섬 북부에 위치한 해발 1,725m의 성층 화산이다. 술라웨시섬에 있는 화산들 중 가장 활동이 왕성한 화산 중 하나로, 지난 600년간 총 39회의 분화 기록을 가지고 있다. 지질학적으로 젊은 화산으로 산체는 안산암과 현무암으로 구성되어 있다. 분화 시에는 주로 화산쇄설류, 용암류, 용암 돔 형성 그리고 스트롬볼리식 분화가 일어난다.

## 분화 활동
소푸탄산의 분화는 주로 정상 화구나 화산체 북부 사면에 자리잡은 분출구인 아에세풋(Aeseput) 화구에서 발생해왔다. 술라웨시섬에서 가장 활발한 활화산 중 하나로 600년간 총 39회의 분화 기록이 있다. 분화는 1450년, 1785년, 1819년, 1833년, 1845년, 1890년, 1901년, 1906년, 1907년, 1908–09년, 1910년, 1911–12년, 1913년, 1915년, 1917년, 1923–24년, 1947년, 1953년, 1966–67년, 1968년, 1970년, 1971년, 1973년, 1982년, 1984년, 1985년, 1989년, 1991–96년, 2000–03년, 2004년, 2005년, 2005–06년, 2006년, 2007년, 2008년, 2011년, 2012년, 2015년, 2016년 그리고 2018년에 발생하였다.
- 2008년 6월 6일 분화가 일어나 화산재가 2km가량 치솟고 화쇄류가 발생하여 사면으로 흘러내렸다.

- 2011년 7월 2일 분화에서는 분연이 5,000m가량 치솟았다.

- 2015년 1월 6일 정상 용암 돔의 부분적인 붕괴로 인해 분화가 발생하였고 이때 분출물이 서쪽 사면을 타고 흘려내렸다.

- 2016년 1월 4일 분화가 일어나 2,000m 높이의 분연이 발생하였다. 이때 화산 주위의 4km 정도에 접근금지령이 내려졌다.

- 2018년 10월 3일 분화가 발생하였다. 1주일 전 지진이 일어난 뒤 발생한 분화로, 거대한 분연이 6,000m가량 치솟았다.